# Australischer Senat

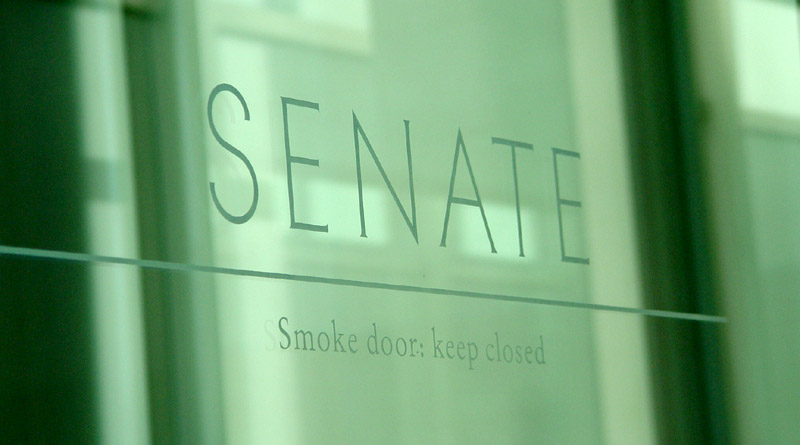
Eingang zum Senat

Der Senat ist das Oberhaus des australischen Parlaments im Zweikammersystem des Landes. Die Sitzungen finden im Parliament House in Canberra statt.

## Ursprung und Rolle des Senats
Der Senat entstand durch den Commonwealth of Australia Constitution Act von 1900, der Verfassung von Australien, als Teil des Dominion-Staatswesens des damals neu gegründeten Australischen Bundes. Anders als in anderen Westminster-Systemen kommt dem australischen Oberhaus eine sehr aktive Rolle zu. Der Senat wurde weniger nach dem Vorbild des britischen House of Lords, sondern eher wie der Senat der Vereinigten Staaten gestaltet, da auch hier jeder Bundesstaat gleichermaßen vertreten ist.
Premierminister wird zwar stets ein Abgeordneter des Australischen Repräsentantenhauses, aber als Minister können Mitglieder beider Kammern berufen werden. Außerdem sind die Machtverhältnisse zwischen den beiden Häusern in Bezug auf die Legislative fast ausgeglichen. Das Oberhaus kann wie in vielen anderen Zweikammernsystemen keine Appropriation Bills ins Parlament einbringen und darf auch keine neuen Steuern einführen. Diese Rechte sind dem Unterhaus vorbehalten.
Diese Ausgewogenheit zwischen den beiden Kammern hat verschiedene Ursachen. Zum einen geht sie auf die Zeit zurück, in der die Verfassung entstand, da der Konflikt zwischen den beiden Kammern im Jahre 1909, der schließlich die Befugnisse des House of Lords einschränkte, noch in der Zukunft lag. Zum anderen brachte die starke Rolle des Senats den Wunsch der Autoren der Verfassung zum Ausdruck, dass er das System stabilisieren könne. Außerdem waren die kleineren Bundesstaaten an einem starken Senat interessiert, da diese befürchteten, die Interessen der größeren Bundesstaaten würden sonst zu sehr dominieren.
In der Praxis werden Gesetze meist von der Regierung, die sich auf eine Mehrheit im Unterhaus stützen kann, ins Parlament eingebracht. Der Senat hat dann die Möglichkeit, dem Gesetz zuzustimmen oder es abzulehnen. In den meisten Fällen stimmen die Abgeordneten gemäß den Positionen ihrer Parteien (Fraktionsdisziplin) ab.
Da im Senat kleinere Bundesstaaten überrepräsentiert sind, ist der Senat gezwungenermaßen ein verhältnismäßig unrepräsentatives Organ. Tasmanien wählt bei einer Bevölkerung von einer halben Million Einwohnern genauso viele Senatoren wie New South Wales, in dem über sieben Millionen Menschen leben.
Im Gegensatz zum Repräsentantenhaus, das im Wesentlichen von zwei Blöcken dominiert wird, ist der Senat relativ pluralistisch. Dies ist darauf zurückzuführen, dass der Senat in allen Bundesstaaten nach einem Verhältniswahlrecht gewählt wird.

## Größe
Im Lauf der Zeit hat sich die Größe des Senats verändert. Die Verfassung des australischen Bundes sieht vor, dass die Zahl der Senatoren möglichst halb so groß wie die Zahl der Abgeordneten im Repräsentantenhaus ist. Folglich bringt eine Vergrößerung des Repräsentantenhauses, die in der Vergangenheit immer wieder vorgenommen wurde, meist auch eine Vergrößerung des Senats mit sich. Zurzeit sind die sechs Bundesstaaten mit je zwölf und die beiden Territorien mit je zwei Senatoren vertreten. Hierbei repräsentieren die Senatoren des Northern Territory auch die Wähler der Indian Ocean Territories (Weihnachtsinsel und Kokosinseln) und die Senatoren des Australian Capital Territory auch die Wähler des Jervis Bay Territory.
Durch das übertragbare Präferenzensystem können auch Kleinparteien mit an sich sehr wenig Erststimmen in den Senat einziehen, wenn sie genügend Absprachen zur Übertragung der Präferenzen mit anderen Kleinparteien machen. So erhielt die Australian Sports Party 2013 einen Sitz in West-Australien, obwohl sie nur 0,2 % der Erstpräferenzen auf sich vereinigen konnte.
Da bei einer regulären Wahl je Bundesstaat eine gerade Anzahl (6) an Senatoren gewählt wird, ist es schwierig für eine Partei, eine Mehrheit an Sitzen zu gewinnen. Um in einem Bundesstaat eine absolute Mehrheit von 4 Sitzen zu gewinnen, benötigt man 4/7 der Stimmen (bei einer ungeraden Anzahl würde eine absolute Mehrheit reichen).

## Parteien im australischen Senat
Folgende Parteien sind momentan im Senat vertreten:
- Australian Greens
- Australian Labor Party
- Liberal National Party
- Liberal Party of Australia
- National Party of Australia und Country Liberal Party
- One Nation
- Centre Alliance
- Jacqui Lambie Network
- Rex Patrick Team

In der Vergangenheit hielten auch die Liberal Democratic Party, Australian Conservatives, United Australia Party, Fraser Anning's Conservative National Party, Derryn Hinch's Justice Party, Australian Democrats, Family First Party, Liberal Movement, und die Nuclear Disarmament Party Sitze im Senat. Normalerweise ist es für einen unabhängigen Kandidaten sehr schwierig, in den Senat gewählt zu werden, da dieser in seinem gesamten Bundesstaat für Stimmen werben muss. In jüngerer Vergangenheit gelang dies Brian Harradine (1975 bis 2005) und Nick Xenophon (2008 bis 2017).